# Novi Pazar, Serbia
Novi Pazar (în sârbă Нови Пазар, lit. „Târgul Nou”) este un oraș situat în districtul Raška din sud - vestul Serbiei. În urma recensământului din 2011, zona urbană a avut 66.527 de locuitori, în timp ce zona administrativă a orașului (comuna) a avut 100.410 locuitori. Orașul este centrul cultural al bosniacilor din Serbia și al regiuni istorice Sandžak. În regiune se află o zonă multiculturală de musulmani și creștini ortodocși, multe monumente ale ambelor religii, precum Moscheea Altun-Alem și Biserica Sfinților Apostoli Petru și Pavel. 

## Nume
În timpul secolului al XIV-lea, sub vechea fortăreață sârbă din Stari Ras, a început să se dezvolte o importantă piață numită Trgovište. Până la mijlocul secolului al XV-lea, în perioada finală a cuceririi Serbiei Vechi de către Imperiul Otoman, o altă piață se dezvolta la aproximativ 11  km spre est. Locul mai vechi a devenit cunoscut sub numele de Staro Trgovište (Vechea Trgovište, în turcă Eski Pazar) și cel mai tânăr ca Novo Trgovište (Noua Trgovište, în turcă Yeni Pazar). Acesta din urmă s-a dezvoltat în ceea ce este acum orașul modern Novi Pazar. 
Numele Novi Pazar (care înseamnă "Noul Bazar") a derivat din numele sârb Novo Trgovište, prin numele turcesc Yeni Pazar, iar Pazar este la rândul său derivat din bazar (din limba persană بازار,bāzār, cu sensul de piață).
În Turcia modernă, orașul este cunoscut tot ca Yeni Pazar.

## Geografie
Novi Pazar este situat pe văile râurilor Jošanica, Raška, Deževska și Ljudska. Se află la o altitudine de 496 m, în regiunea de sud-est Raška. Orașul este înconjurat de munții Golija și Rogozna, iar platoul Pešter se află la vest. Suprafața totală a zonei administrative a orașului este de 742  km². Are 100 de așezări, în mare parte mici și răspândite pe dealurile și munții din jurul orașului. Cel mai mare sat este Mur, cu peste 3000 de locuitori. 

### Climat
Novi Pazar are un climat continental umed (clasificarea climatului Köppen: Dfb) tipic regiunii deluroase Raška, dar semnificativ mai cald decât orașul vecin Sjenica. 
| Date climatice pentru Novi Pazar | Date climatice pentru Novi Pazar | Date climatice pentru Novi Pazar | Date climatice pentru Novi Pazar | Date climatice pentru Novi Pazar | Date climatice pentru Novi Pazar | Date climatice pentru Novi Pazar | Date climatice pentru Novi Pazar | Date climatice pentru Novi Pazar | Date climatice pentru Novi Pazar | Date climatice pentru Novi Pazar | Date climatice pentru Novi Pazar | Date climatice pentru Novi Pazar | Date climatice pentru Novi Pazar |
| Luna                             | Ian                              | Feb                              | Mar                              | Apr                              | Mai                              | Iun                              | Iul                              | Aug                              | Sep                              | Oct                              | Nov                              | Dec                              | Anual                            |
| -------------------------------- | -------------------------------- | -------------------------------- | -------------------------------- | -------------------------------- | -------------------------------- | -------------------------------- | -------------------------------- | -------------------------------- | -------------------------------- | -------------------------------- | -------------------------------- | -------------------------------- | -------------------------------- |
| Maxima medie °C (°F)             | 2.7 (36,9)                       | 5.6 (42,1)                       | 11.1 (52)                        | 15.5 (59,9)                      | 20.1 (68,2)                      | 23.6 (74,5)                      | 26.1 (79)                        | 26.4 (79,5)                      | 22.7 (72,9)                      | 16.5 (61,7)                      | 8.8 (47,8)                       | 4.3 (39,7)                       | 15,28 (59,51)                    |
| Media zilnică °C (°F)            | −0.6 (30,9)                      | 1.6 (34,9)                       | 6.3 (43,3)                       | 10.2 (50,4)                      | 14.6 (58,3)                      | 18.0 (64,4)                      | 20.1 (68,2)                      | 20.1 (68,2)                      | 16.7 (62,1)                      | 11.4 (52,5)                      | 5.2 (41,4)                       | 1.2 (34,2)                       | 10,4 (50,72)                     |
| Minima medie °C (°F)             | −3.9 (25)                        | −2.4 (27,7)                      | 1.5 (34,7)                       | 5.0 (41)                         | 9.2 (48,6)                       | 12.5 (54,5)                      | 14.1 (57,4)                      | 13.8 (56,8)                      | 10.7 (51,3)                      | 6.4 (43,5)                       | 1.6 (34,9)                       | −1.8 (28,8)                      | 5,56 (42)                        |
| Precipitații mm (inches)         | 71 (2.8)                         | 64 (2.52)                        | 66 (2.6)                         | 74 (2.91)                        | 92 (3.62)                        | 78 (3.07)                        | 68 (2.68)                        | 62 (2.44)                        | 69 (2.72)                        | 80 (3.15)                        | 93 (3.66)                        | 83 (3.27)                        | 900 (35,43)                      |
| Sursă:                           |                                  |                                  |                                  |                                  |                                  |                                  |                                  |                                  |                                  |                                  |                                  |                                  |                                  |

## Istorie

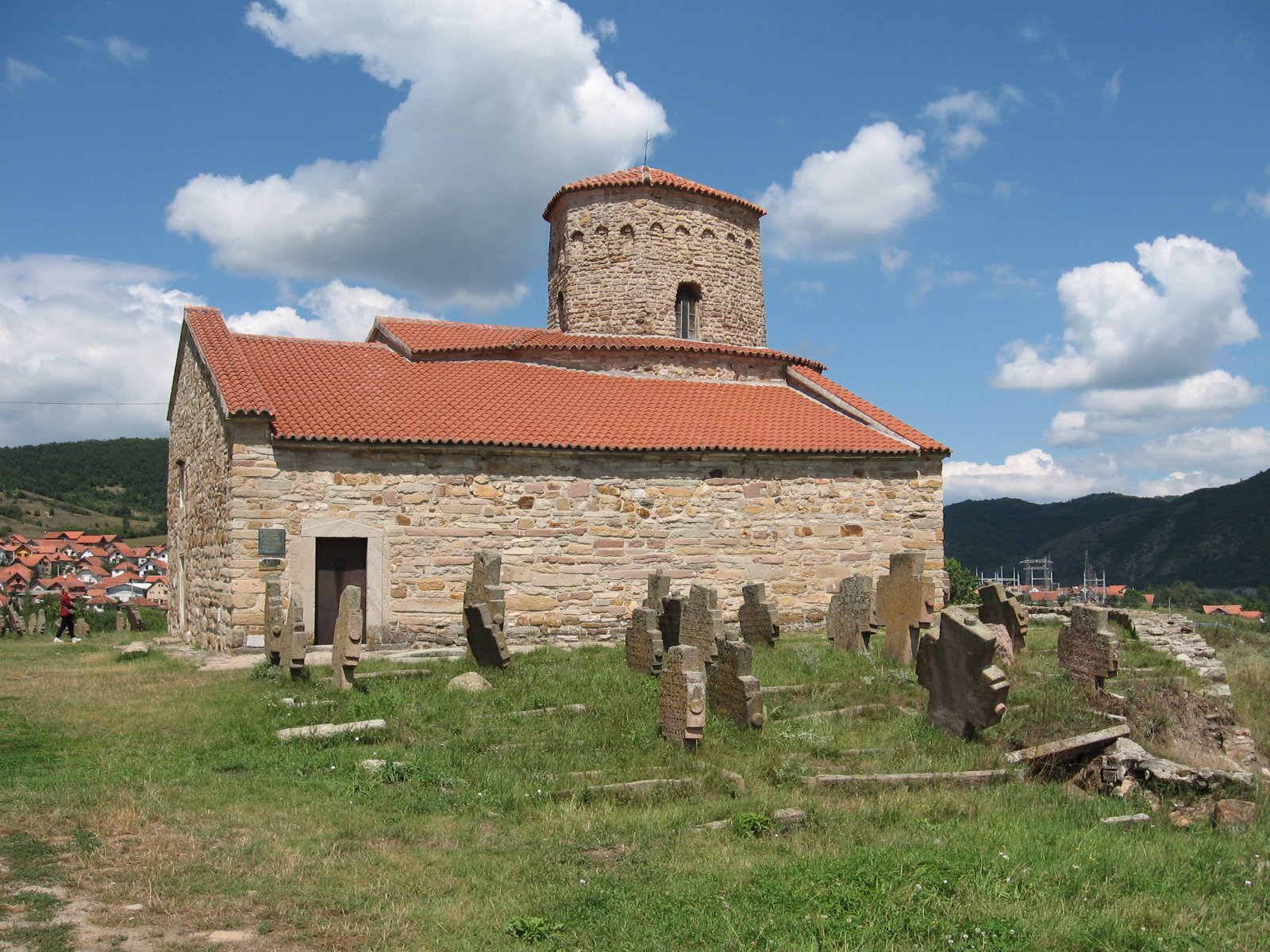
Biserica Sfinților Apostoli Petru și Pavel din secolul al IX-lea

Unul dintre cele mai vechi monumente din zonă este Biserica Sfinților Apostoli Petru și Pavel construit pentru prima dată în epoca romană. Capitala Principatului Serbiei, Ras, care a fost condus de dinastia Vlastimirović în perioada 768 - 980, a fost în apropierea orașului modern și a fost desemnat un loc din Patrimoniul Mondial UNESCO.     
În secolele următoare, regiunea unde se află acum Novi Pazar a fost principala provincie a statului sârb. Era o diviziune administrativă, de regulă sub stăpânirea directă a monarhului și, uneori, ca un apanaj. A fost ținutul de coroană, sediul sau apanajul diferitelor state sârbe de-a lungul Evului Mediu, inclusiv Regatul Sârb (1217-1345) și Țaratul Sârb (1345-1371). În 1427, regiunea a fost parte a Despotatului Serbiei și a fost condusă de despotul sârb Gheorghe Brancovici. Una dintre piețe se numea „Despotov trg” (piața  Despotului). În 1439, regiunea a fost cucerită de Imperiul Otoman, dar a fost recucerită de către Despotatul Serbiei în 1444. În vara anului 1455, otomanii au cucerit din nou regiunea și au numit așezarea Trgovište Eski Bazar (Piața veche). 
Novi Pazar a fost fondat oficial ca oraș în sine în 1461 de generalul otoman Isa-Beg Ishaković, guvernatorul bosniac al districtului  (sangeacului), acesta a fondat, de asemenea, și Sarajevo. Ishaković a decis să înființeze un nou oraș în zona Trgovište ca centru urban între râul Raška și Jošanica,  la început a construit o moschee, o baie publică, o piață și o pensiune. 
A fost orașul principal al provinciei Ras (vilaiet) până la desființarea sa în 1463, când a devenit parte a Vilaietului Jeleč. Primul document scris care menționează Novi Pazar datează din secolul al XV-lea și descrie decizia Republicii Ragusa de a numi un consul acolo. Orașul a fost bine dezvoltat până în acest moment, fiind la intersecția unor rute importante care duceau la Dubrovnik, Niš, Sofia, Constantinopol, Salonic, Sarajevo, Belgrad și Budapesta. Orașul a rămas, de asemenea, capitala Sangeacului Novi Pazar, care a fost, până în secolul XX, o unitate constitutivă a Eialetului Bosniei. Sangeacul a fost ocupat și administrat de Austro-Ungaria din 1878. În 1908 a fost readus în Imperiul Otoman ca parte a Vilaietului Kosovo, dar a fost preluat de Regatul Serbiei în 1912, în timpul Primului Război Balcanic. 
În mod tradițional, în zonă a locuit un număr mare de albanezi și de slavi musulmani cu o cultură diferită de cea a sârbilor ortodocși. Un raport contemporan a afirmat că atunci când forțele sârbe au intrat în Sangeacul Novi Pazar, acestea au „pacificat” pe albanezi. În 1913, Novi Pazar a devenit oficial parte a Regatului Serbiei și, ca atare, a devenit parte din Regatul Iugoslaviei în 1918. Din 1929 până în 1941, Novi Pazar a făcut parte din Banovina Zeta din Iugoslavia.     
În bătălia pentru Novi Pazar, care a avut loc la sfârșitul anului 1941 în timpul celui de- al doilea război mondial, cetnicii, susținuți inițial de partizani, au încercat fără succes să cucerească orașul.    În urma răsturnării lui Slobodan Milošević de la putere la 5 octombrie 2000, prim-ministrul ales al Serbiei, Zoran Đinđić, ales recent a depus eforturi considerabile pentru a ajuta economic întreaga zonă a comunei Novi Pazar. De asemenea, cu ajutorul lui Đinđić, în 2002 a fost fondată Universitatea Internațională din Novi Pazar . El a făcut relații strânse cu liderii bosniaci, ca parte a planului său mai larg de reformare a Serbiei. La doisprezece ani după asasinarea sa, Adunarea orașului Novi Pazar a decis să redenumească o stradă cu numele său.

## Date demografice

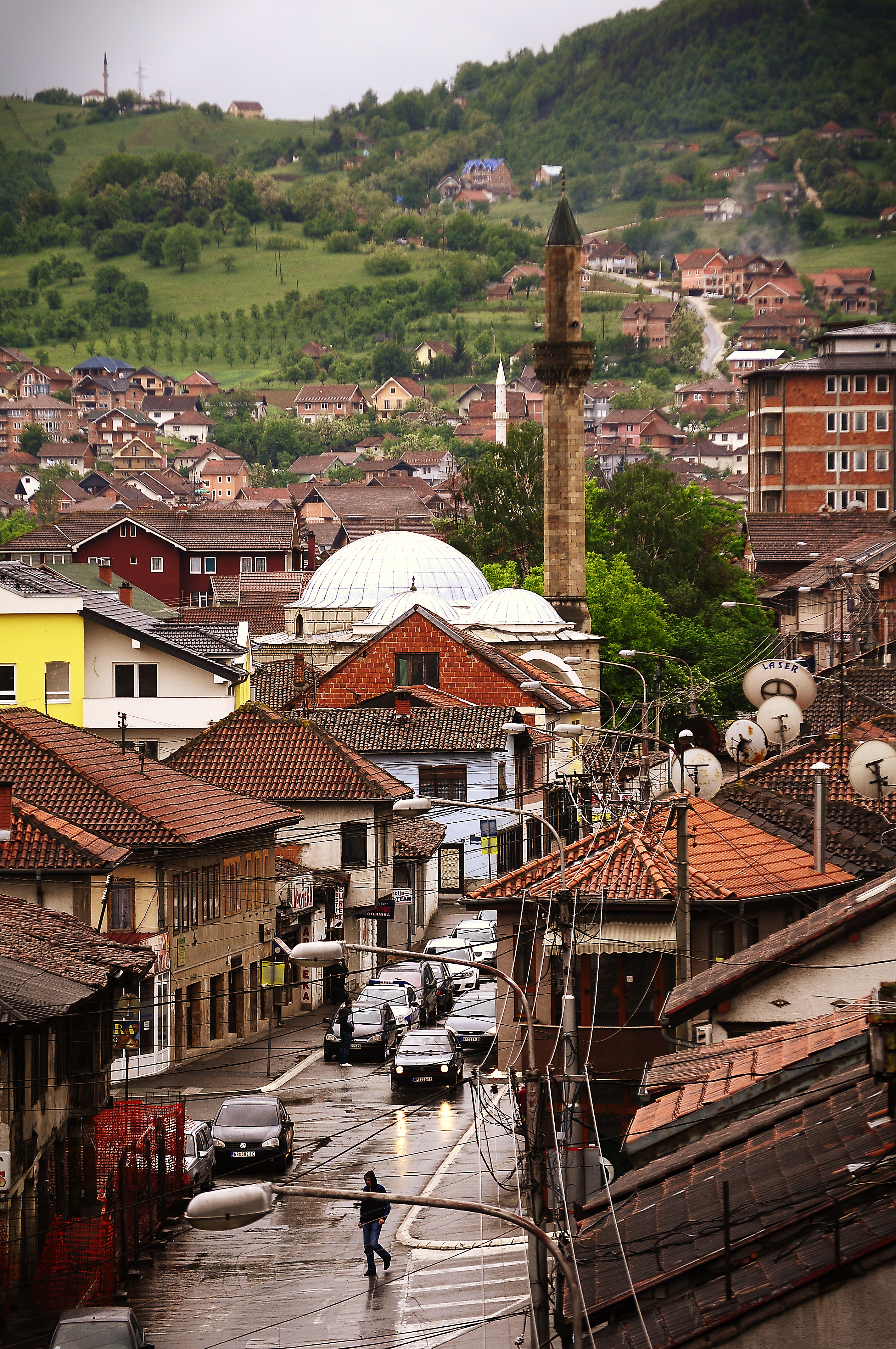
Strada Prvomajska din Novi Pazar.

Conform ultimului recensământ oficial realizat în 2011, comuna Novi Pazar a avut 100.410 locuitori, în timp ce orașul propriu-zis a avut  68.749 de locuitori. Un total de 68,47% din populația comunei trăiește în zona urbană a orașului. Densitatea populației este de 135,32 locuitori pe kilometru pătrat.
Novi Pazar a avut 23.022 de gospodării cu 4,36 membri în medie; numărul de locuințe a fost de 28.688. 
Structura religioasă din orașul Novi Pazar este predominant musulmană (82.710), cu ortodocși sârbi (16.051), atei (71), catolici (51) și alte grupuri minoritare. Cea mai mare parte a populației vorbește fie limba bosniacă (74.501), fie sârbă (23.406). 
Compoziția populației în funcție de sex și vârsta medie a fost următoarea:
- Bărbați  - 49.984 (32,90 ani) și
- Femei - 50.426 (34,14 ani).

În total 33.583 de cetățeni (mai mari de 15 ani) au avut studii medii (44,41%), în timp ce 7351 de cetățeni au avut studii superioare (9,72%). Dintre cei cu studii superioare, 5.005 (6,62%) au studii universitare.

### Compoziție etnică

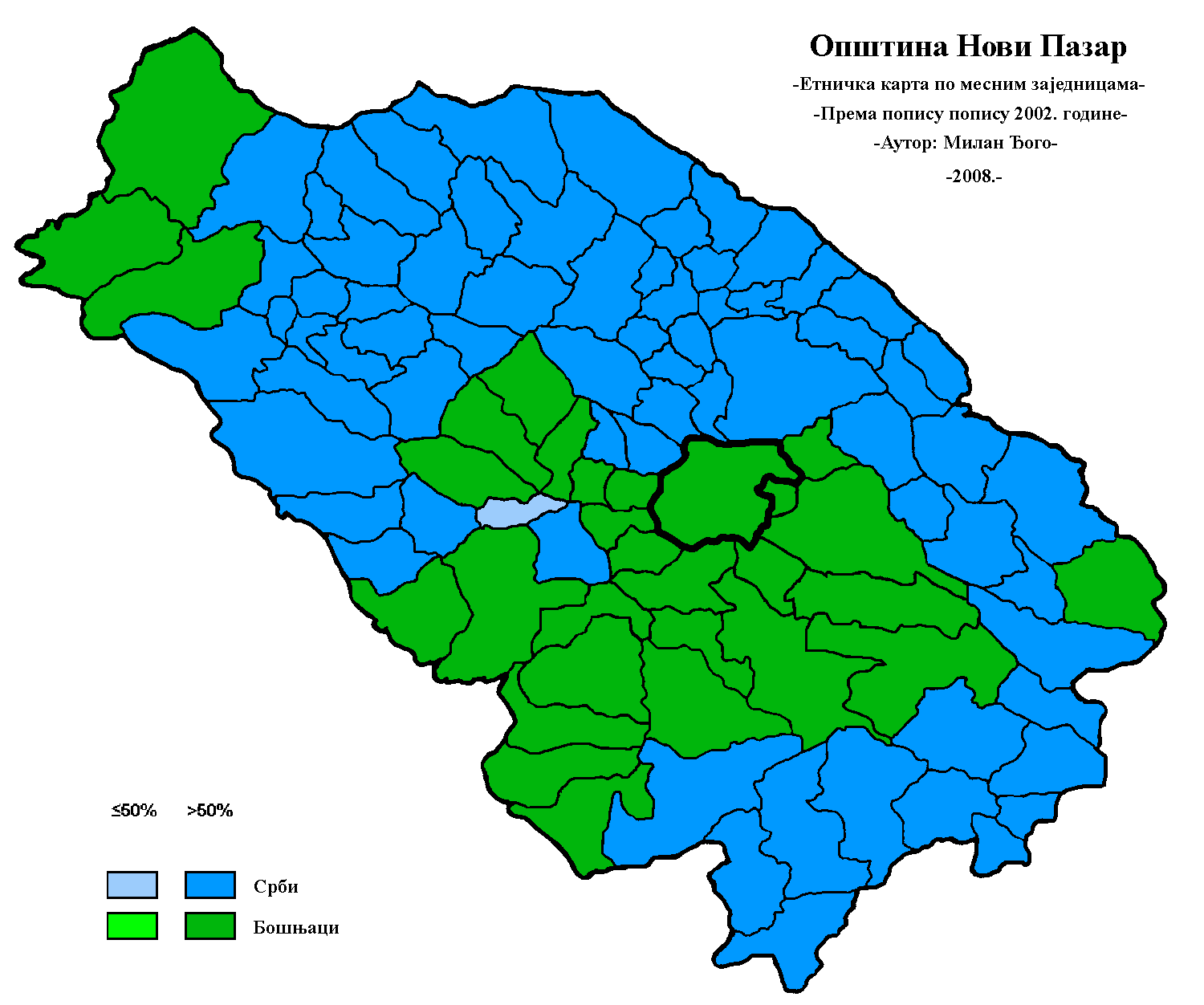
Compoziția etnică a așezărilor comunei Novi Pazar (recensământul din 2002) Verde - bosniaci; albastru - sârbi

Din secolul al XV-lea și până la războaiele balcanice, Novi Pazar a fost capitala sangeacului Novi Pazar. În mod obișnuit, ca și alte centre din zona mai largă, compoziția sa a fost multietnică,  principalele comunități fiind formate din albanezi, sârbi sau  musulmani vorbitori de limbi slave. Scriitorul și exploratorul otoman Evliya Celebi a menționat că a fost unul dintre cele mai populate orașe din Balcani în secolul al XVII-lea. Evreii au trăit și ei în oraș înainte de al doilea război mondial. Întreaga populație sârbă din Novi Pazar - 521 de persoane, a fost închisă, trimisă în lagărul de concentrare Staro Sajmište și ucisă în timpul conducerii organizației Balli Kombëtar.
Compoziția etnică a zonei administrative a orașului (a comunei):
| Grup etnic   | Populație 1953 | Populație 1961 | Populație 1971 | Populație 1981 | Populație 1991 | Populație 2002 | Populație 2011 |
| ------------ | -------------- | -------------- | -------------- | -------------- | -------------- | -------------- | -------------- |
| bosniaci     | -              | -              | -              | -              | -              | 65593          | 77443          |
| sârbi        | 25177          | 27933          | 25076          | 21834          | 19064          | 17599          | 16234          |
| musulmanii   | -              | 23250          | 37140          | 49769          | 64251          | 1599           | 4102           |
| rromi        | -              | 37             | 210            | 444            | 334            | 69             | 566            |
| gorani       | -              | -              | -              | -              | -              | 15             | 246            |
| albanezi     | 144            | 126            | 307            | 233            | 209            | 129            | 202            |
| muntenegreni | 174            | 543            | 359            | 295            | 232            | 109            | 44             |
| iugoslavi    | 13564          | 1261           | 183            | 931            | 700            | 136            | 67             |
| turci        | 11009          | -              | -              | -              | -              | -              | -              |
| Alții        | 263            | 5627           | 1057           | 494            | 459            | 747            | 1506           |
| Total        | 50331          | 58777          | 64326          | 74000          | 85249          | 85996          | 100410         |

Compoziția etnică a zonei urbane a orașului: 
| Grup etnic           | Populație 1948 | Populație 1953 | Populație 1981 | Populație 1991 | Populație 2002 | Populație 2011 |
| -------------------- | -------------- | -------------- | -------------- | -------------- | -------------- | -------------- |
| Bosniaci / musulmani | 1085           | -              | 32798          | 43774          | 47243          | 58252          |
| sârbi                | 10678          | 3466           | 6689           | 6698           | 6724           | 6576           |
| gorani               | -              | -              | -              | -              | -              | 240            |
| albanezi             | -              | 134            | 208            | 172            | 120            | 162            |
| iugoslavii           | -              | 5944           | 848            | 570            | 105            | 64             |
| turci                | -              | 4280           | -              | -              | -              | -              |
| muntenegreni         | -              | 145            | 246            | 190            | 93             | 39             |
| Alții                | 229            | 135            | 310            | 345            | 1541           | 3410           |
| Total                | 11992          | 14104          | 41099          | 51749          | 54604          | 68749          |

## Așezări
În afară de zona urbană Novi Pazar (54.604), zona administrativă a orașului include următoarele așezări, cu populația de la recensământul din 2002 între paranteze: 
- Aluloviće (362)
- Bajevica (563)
- Banja (466)
- Bare (36)
- Batnjik (58)
- Bekova (116)
- Bele Vode (872)
- Boturovina (218)
- Brđani (195)
- Brestovo (5)
- Čašić Dolac (76)
- Cokoviće (20)
- Deževa (238)
- Dojinoviće (120)
- Dolac (87)
- Doljani (89)
- Dragočevo (112)
- Dramiće (80)
- Golice (64)
- Gornja Tušimlja (33)
- Goševo (50)
- Gračane (28)
- Građanoviće (19)
- Grubetiće (259)
- Hotkovo (193)
- Ivanča (813)
- Izbice (1,949)
- Jablanica (27)
- Janča (332)
- Javor (18)
- Jova (21)
- Kašalj (35)
- Koprivnica (12)
- Kosuriće (125)
- Kovačevo (243)
- Kožlje (618)
- Kruševo (486)
- Kuzmičevo (133)
- Leča (319)
- Lopužnje (70)
- Lukare (489)
- Lukarsko Goševo (850)
- Lukocrevo (186)
- Miščiće (231)
- Muhovo (545)
- Mur (3,407)
- Negotinac (26)
- Odojeviće (50)
- Oholje (179)
- Okose (36)
- Osaonica (284)
- Osoje (966)
- Paralovo (982)
- Pasji Potok (42)
- Pavlje (178)
- Pilareta (26)
- Pobrđe (2,176)
- Polokce (117)
- Pope (83)
- Postenje (3,471)
- Požega (523)
- Požežina (251)
- Prćenova (159)
- Pusta Tušimlja (53)
- Pustovlah (28)
- Radaljica (152)
- Rajčinoviće (537)
- Rajčinovićka Trnava (208)
- Rajetiće (63)
- Rajkoviće (29)
- Rakovac (21)
- Rast (51)
- Šaronje (398)
- Šavci (247)
- Sebečevo (897)
- Sitniče (778)
- Skukovo (23)
- Slatina (297)
- Smilov Laz (8)
- Srednja Tušimlja (40)
- Štitare (77)
- Stradovo (19)
- Sudsko Selo (87)
- Tenkovo (89)
- Trnava (694)
- Tunovo (128)
- Varevo (501)
- Vever (18)
- Vidovo (90)
- Vitkoviće (30)
- Vojkoviće (36)
- Vojniće (115)
- Vranovina (329)
- Vučiniće (245)
- Vučja Lokva (15)
- Zabrđe (49)
- Zlatare (12)
- Žunjeviće (211)

## Politică
Novi Pazar este guvernat de o adunare a orașului compusă din 47 de consilieri, un primar și un viceprimar. La alegerile legislative organizate în 2012, adunarea locală a fost formată din următoarele grupuri: 
- European Novi Pazar - Rasim Ljajić SDP, SDPS (18)
- Partidul Acțiunii Democratice din Sandžak (11)
- Bošnjačka demokratska zajednica Sandžaka - Muamer Zukorlić (10)
- Aleksandar Vučić - Srbija pobeđuje (5)
- Mirsad Đerlek - SNP (3)

## Economie
Situat la răscruce între numeroase state vechi și noi, Novi Pazar a fost întotdeauna un puternic centru comercial. Alături de comerț, orașul a dezvoltat fabricația tradițională. În secolul al XX-lea, a devenit un centru al industriei textile. 
Paradoxal, în perioada agitată a anilor 1990, Novi Pazar a prosperat, chiar și în timpul sancțiunilor ONU, stimulat de puternica inițiativă privată în industria textilă. Blugii din Novi Pazar, mai întâi marcă comercială falsificată, iar mai târziu cu etichete proprii, au devenit celebri în toată regiunea. Cu toate acestea, în perioada relativă a prosperității economice din Serbia din anii 2000, economia din Novi Pazar s-a prăbușit, odată cu dispariția firmelor mari de textile printr-o privatizare dezastruoasă și datorită concurenței produselor din import. 
Următorul tabel oferă o previzualizare a numărului total de persoane înregistrate angajate de persoane juridice după activitatea lor principală (în 2019): 
| Activitate                                                                     | Total |
| ------------------------------------------------------------------------------ | ----- |
| Agricultură, silvicultură și pescuit                                           | 60    |
| Minerit si cariere                                                             | 55    |
| Fabricație                                                                     | 3887  |
| Alimentare cu energie electrică, gaz, abur și aer condiționat                  | 148   |
| Rezerva de apa; activități de canalizare, gestionare și remediere a deșeurilor | 454   |
| Constructie                                                                    | 2042  |
| Comerț cu ridicata și cu amănuntul, reparații de autovehicule și motociclete   | 3855  |
| Transport și depozitare                                                        | 1443  |
| Cazare și servicii alimentare                                                  | 849   |
| Informatie si comunicare                                                       | 253   |
| Activități financiare și de asigurare                                          | 214   |
| Activități imobiliare                                                          | 7     |
| Activități profesionale, științifice și tehnice                                | 542   |
| Activități de servicii administrative și de asistență                          | 279   |
| Administrație publică și apărare; securitate socială obligatorie               | 1347  |
| Educație                                                                       | 2517  |
| Sănătate umană și activități de muncă socială                                  | 1580  |
| Arte, divertisment și recreere                                                 | 281   |
| Alte activități de servicii                                                    | 635   |
| Muncitori agricoli individuali                                                 | 592   |
| Total                                                                          | 21038 |

## Societate și cultură

### Monumente
Vechea mănăstire ortodoxă sârbă din Sopoćani, fundația Sf. Rege Uroș I, construită în a doua jumătate a secolului al XIII-lea și situată la vest de Novi Pazar, este patrimoniu mondial UNESCO din 1979 împreună cu Stari Ras (Ras vechi), o capitală medievală a marelui župan sârb Ștefan Nemanja.
De asemenea, orașul găzduiește cea mai veche biserică intactă din Serbia și una dintre cele mai vechi din regiune, care datează din secolul al IX-lea, Biserica Sf . Petru. Zidurile bisericii au fost mâzgălite cu graffiti la 6 aprilie 2008. Poliția nu a ajuns la o concluzie oficială despre acest incident.
Pe un vârf de deal, cu vedere spre Novi Pazar, se află mănăstirea Đurđevi Stupovi din secolul al XII-lea, lăsată de mult în ruine. Aceasta a fost recent restaurată și are o comunitate monahală.
Principala moschee a orașului, Moscheea Altun-Alem, datează din secolul al XVI-lea și a fost construită de arhitectul Abdul Gani.
Există diferite alte clădiri istorice otomane (la care s-au păstrat zidurile), cum ar fi Amir-agin Han din secolul al XVII-lea, un hamam din secolul al XV-lea și fortăreața turcă din secolul al XV-lea.

### Educație

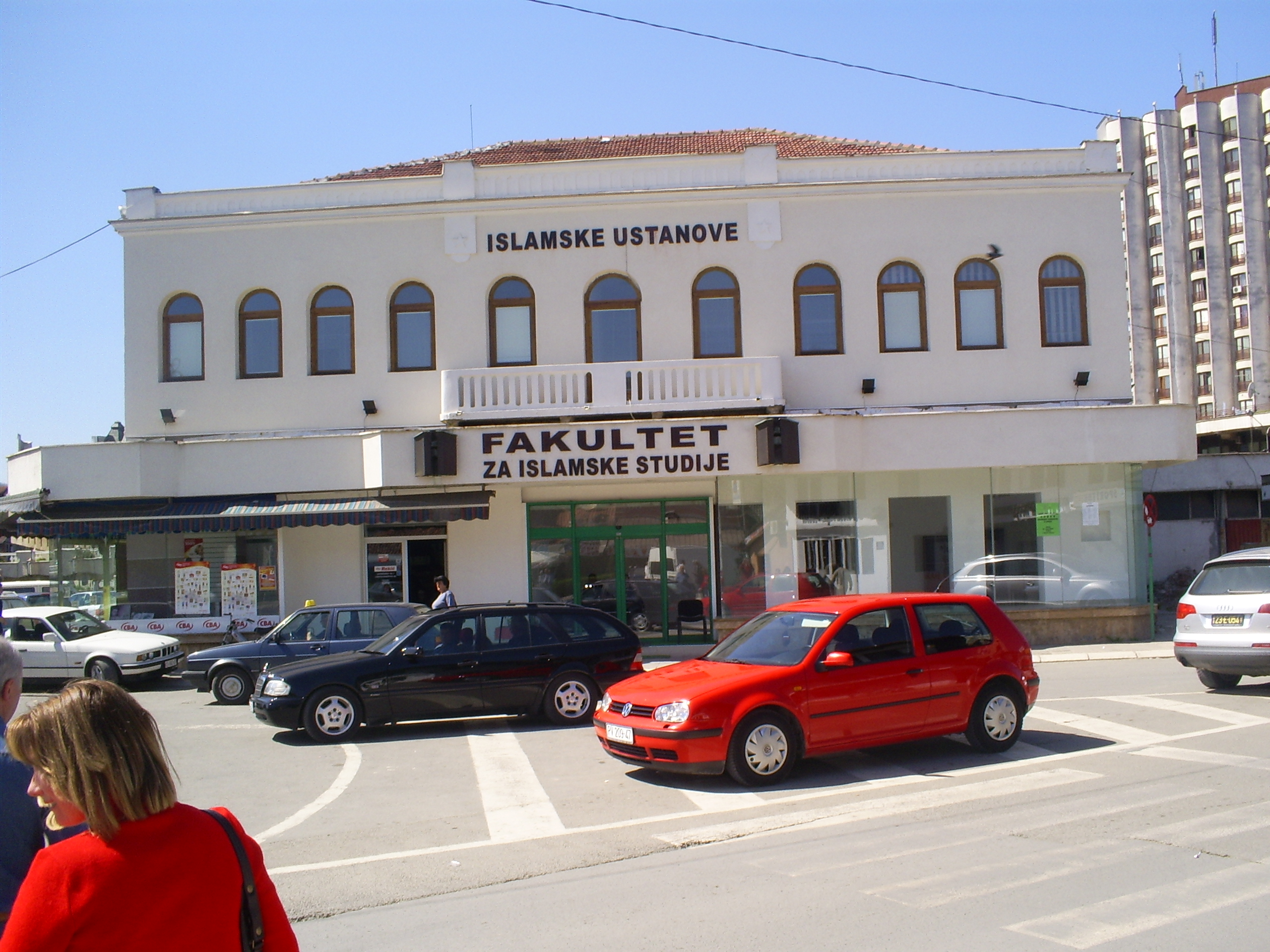
Facultatea de studii islamice din Novi Pazar

Novi Pazar găzduiește două universități, Universitatea Internațională din Novi Pazar și Universitatea de Stat din Novi Pazar. 

### Sport
Clubul de fotbal al orașului FK Novi Pazar a fost fondat în 1928, sub denumirea "FK Sandžak", care ulterior s-a schimbat în "FK Deževa". Clubul a jucat sub numele său actual începând din 1962, când Deževa și un alt club local de fotbal, FK Ras, s-au unit sub acest nume. Clubul a fost campioană iugoslavă la amatori și membru în Liga a II-a Iugoslavă (Druga savezna liga / Друга савезна лига). FK Novi Pazar a ajuns de două ori în play-off-urile de calificare pentru Prima Ligă, dar a pierdut ambele întâlniri (odată cu FK Sutjeska Nikšić în 1994 și odată cu FK Sloboda Užice în 1995).  
FK Novi Pazar a promovat în cele din urmă în Super Liga Serbiei în sezonul 2011-12. FK Novi Pazar este cea mai veche echipă din liga a doua din Serbia. Fotbalul este încă un sport extrem de popular în Novi Pazar, iar stadionul orașului este mereu plin. 
Cluburile de volei din oraș sunt OK Novi Pazar (prima ligă) și OK Koteks. 
Clubul de handbal se află în liga a doua și obișnuia să poarte numele „Ras”, dar în 2004 a fost schimbat în RK Novi Pazar. 
Clubul de baschet al orașului este OKK Novi Pazar. 
Sportivi celebri din oraș includ jucătorul echipei naționale de baschet a Turciei Mirsad Jahović Türkcan, fostul jucător de fotbal al lui Besiktas Sead Halilagić, handbalistul Mirsad Terzić (care reprezintă Bosnia și Herțegovina) și jucătorii de fotbal Adem Ljajić, Ediz Bahtiyaroğlu, Armin Đerlek și alpinistul Basar Čarovac care a urcat pe cele mai înalte culmi ale celor șapte continente. 

## Cooperare internationala
Lista  orașelor înfrățite cu Novi Pazar: 
- Bayrampașa, Turcia
- İnegöl, Turcia
- Jagodina, Serbia
- Karatay, Turcia
- Kocaeli Province, Turcia
- Novi Pazar, Bulgaria
- Pendik, Turcia
- Vranje, Serbia
- Yalova, Turcia

Alte relații de prietenie și cooperare, protocoale, memorandumuri: 
- Goražde, Bosnia și Herțegovina
- Ilidža, Bosnia și Herțegovina
- Podgorica, Muntenegru
- Sarajevo, Bosnia și Herțegovina
- Sombor, Serbia

## Galerie

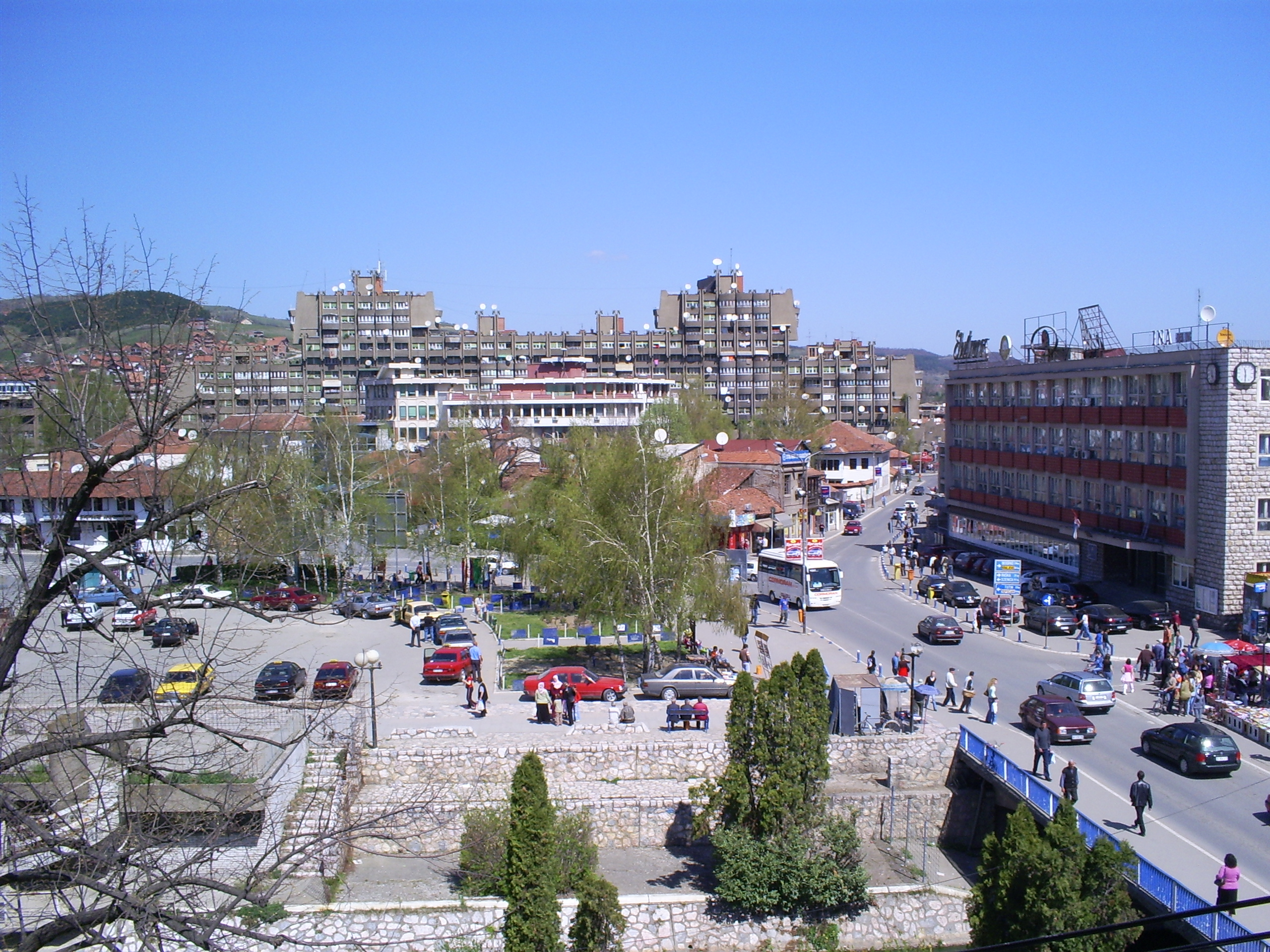
Novi Pazar centrul orașului
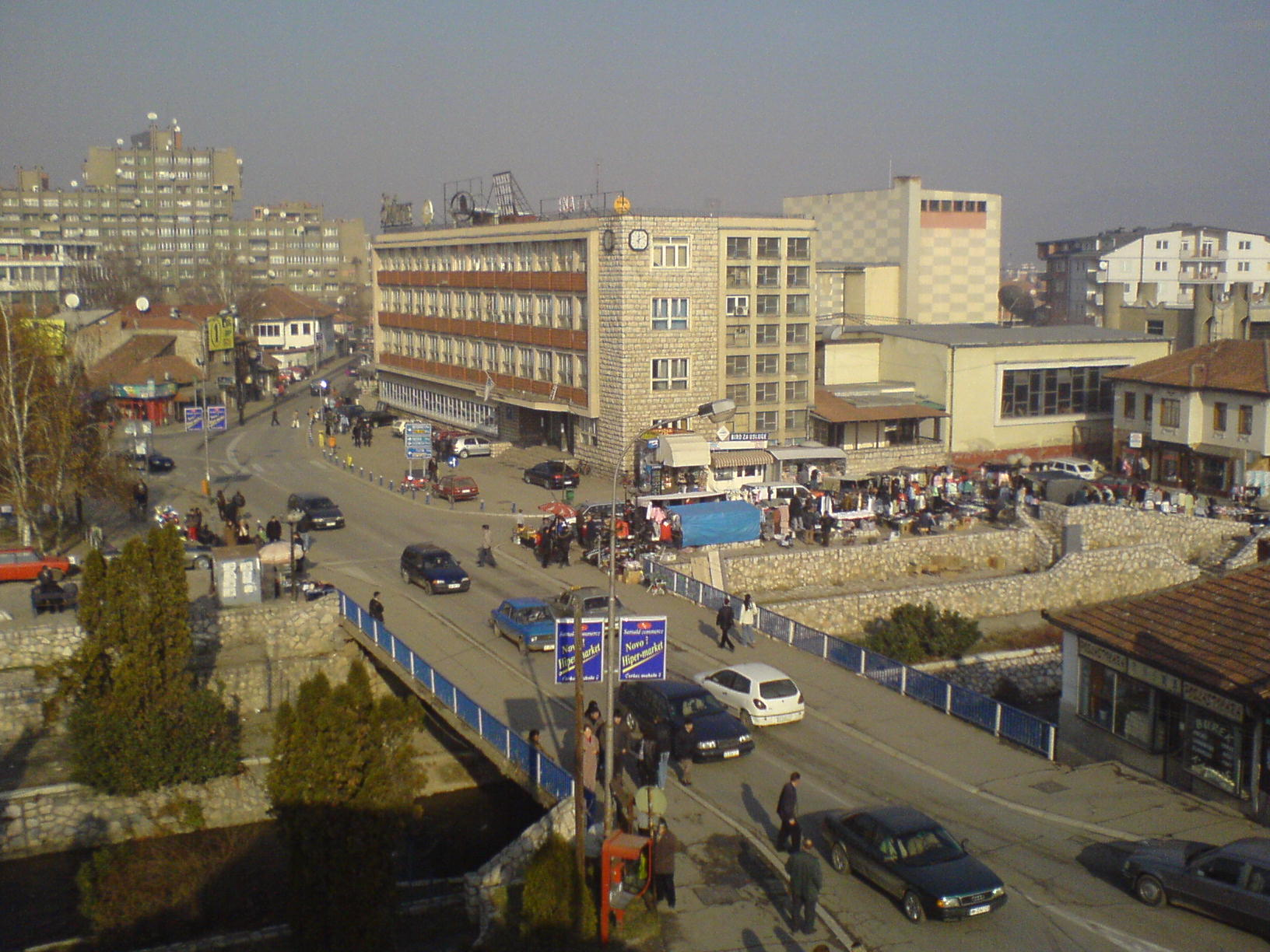
Novi Pazar centrul orașului
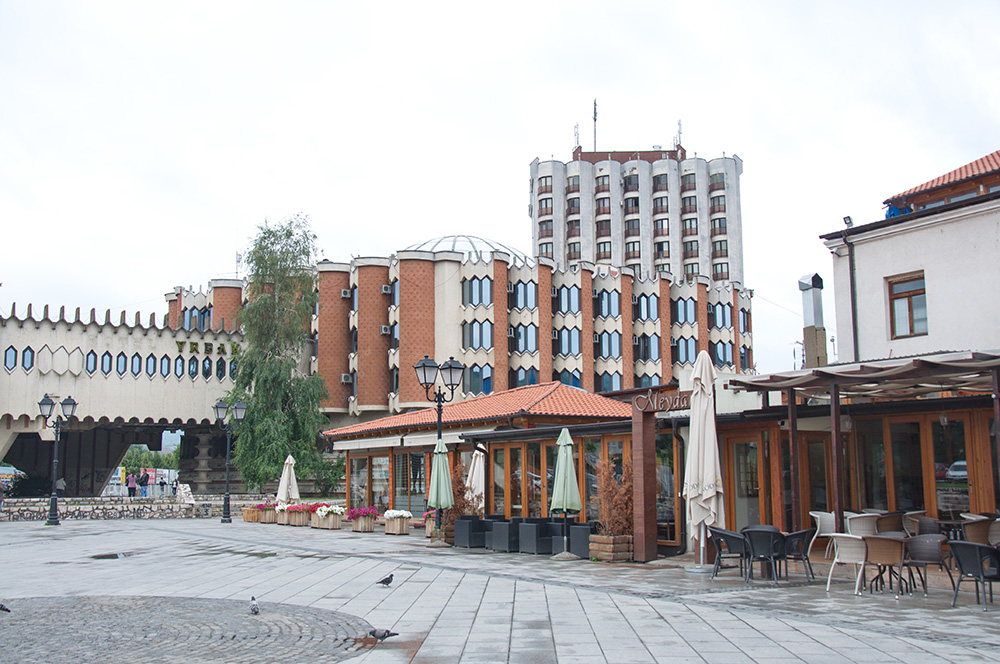
Novi Pazar centrul orașului
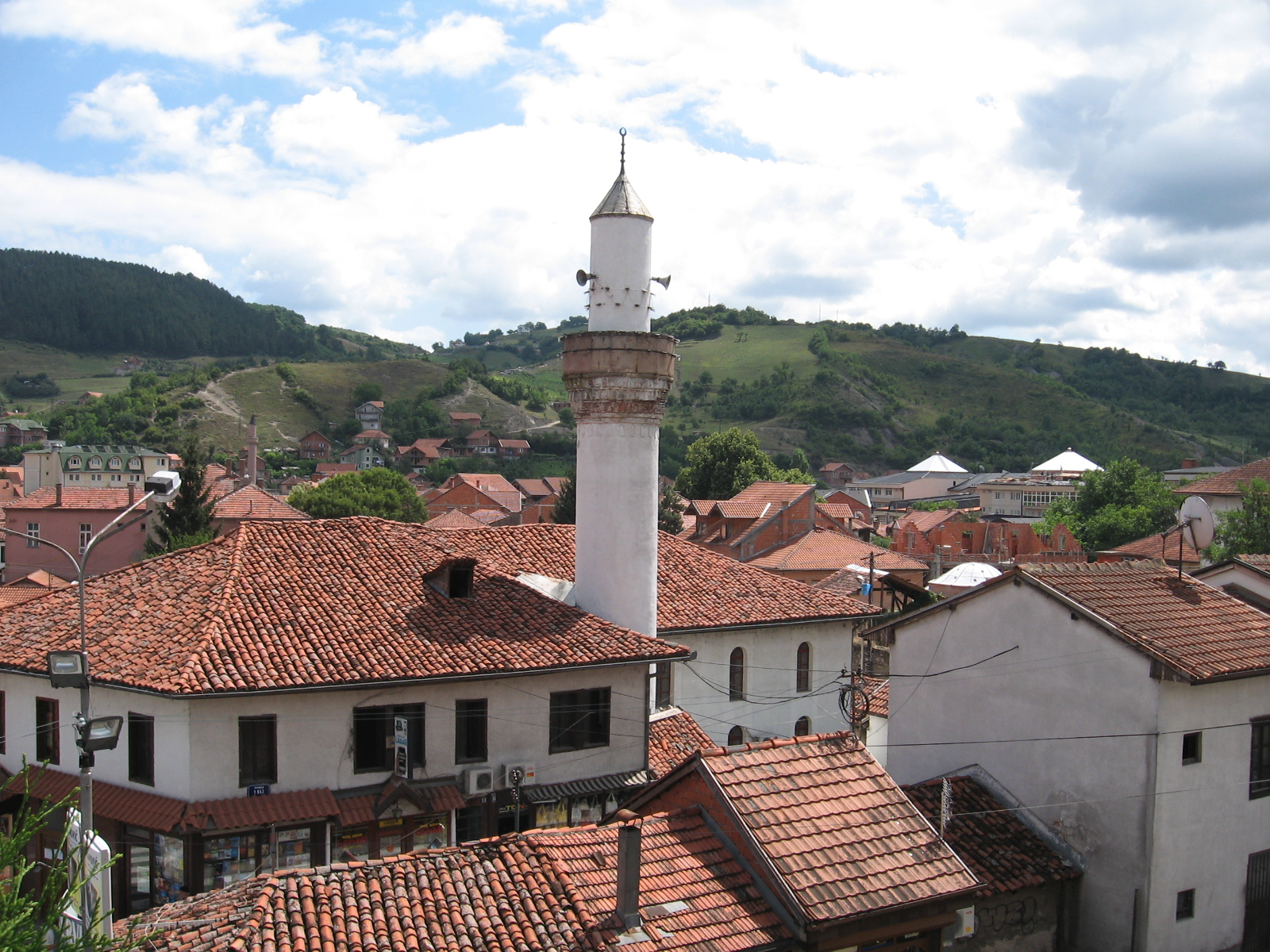
Moscheea Novi Pazar din cartier

## Rezidenți notabili
- Basar Čarovac, alpinist
- Abdulah Gegić, fost antrenor de fotbal alPartizan Belgrad
- Almir Gegić, jucător de fotbal
- Aćif Hadžiahmetović, politician, primar în Novi Pazar în timpul celui de-al doilea război mondial
- Sead Halilagić, fost jucător de fotbal
- Emina Jahović, cântăreață pop
- Tahir Efendi Jakova, poet albanez
- Adem Ljajić, jucător de fotbal
- Rasim Ljajić,  Ministru al comerțului exterior și al telecomunicațiilor externe și interne - Serbia
- Erhan Mašović, jucător de fotbal
- Miljan Mutavdžić, fotbalist, fost jucător al echipei naționale a Serbiei
- Laza Ristovski (1956-2007), cântăreț la clape iugoslav, membru al trupelor Smak și Bijelo Dugme
- Milunka Savić (1888–1973), cea mai decorată femeie combatantă din întreaga istorie a războiului
- Mirsad Jahović Türkcan, jucător de baschet turc
- Bajro Župić, fost jucător de fotbal Partizan Belgrad;
- Adem Ljajić (n. 1991), fotbalist;
- Hamad Medjedovic (n. 2003), tenismen.